# Papilio brevicauda
Papilio brevicauda là một loài bướm thuộc họ Bướm phượng (Papilionidae). 
Loài Papilio brevicauda được mô tả năm 1869 bởi Saunders. Loài bướm Papilio brevicauda sinh sống ở Bắc Mỹ .